# Четырнадцатый Толедский собор
Четырнадцатый Толедский собор (лат. Concilium Toletanum XIV) собрался в Толедо 14 ноября 684 года при вестготском короле Эрвиге. Он был созван в ответ на письмо Папы Льва II, предписывающее королю, графу Симплицию, и недавно умершему митрополиту Толедо Кирику, созвать общий собор для подтверждения решений Шестого Вселенского собора против монофелитства.
Регионального синода, состоявшегося в Испании с участием представителей митрополитов, было недостаточно, и впоследствии Эрвиг созвал генеральный собор через год и день после роспуска тринадцатого Толедского собора 13 ноября 683 года. На том соборе из-за плохой погоды присутствовали только епископы Нарбонской Галлии, Тарраконской Испании и Галлеции. Эти провинциальные делегаты одобряли решение собора и доносили о них своим провинциальным синодам для дальнейшего утверждения.
Четырнадцатый собор быстро утвердил решения Константинопольского собора и отправил ответ папе. Он также высказал общее предупреждение людям о том, что в такие доктринальные вопросы следует в первую очередь верить, а не пытаться их обсуждать. Епископы обсудили прочие вопросы и закрыли собор 20 ноября 684 года.